# Himilcó (mort 212 aC)
Himilcó (en llatí Himilco, en grec antic Ἱμίλκων) va ser un general cartaginès que va dirigir les forces a Sicília durant la Segona Guerra Púnica.
És esmentat per primer cop quan va dirigir la flota que Cartago va enviar a Sicília l'any 214 aC, en el moment que el cònsol Marc Claudi Marcel va arribar a l'illa. Sembla que va estar inactiu al cap Paquinos, esperant a veure què feia l'enemic, però sense fer res de positiu, diu Titus Livi.
Després va retornar a Cartago on se li va encomanar de seguir la guerra ara amb energia. Se li va donar el comandament de 25000 homes més i tres mil cavallers, forces amb les que va desembarcar a Heraclea Minoa i es va fer amo d'Agrigent. Aquí se li va unir Hipòcrates de Siracusa. Claudi Marcel es va retirar i Himilcó el va seguir fins a la vora del riu Anapus, però no va poder forçar el campament romà que estava molt ben defensat.
Llavors Himilcó va dirigir la seva atenció contra altres ciutats de Sicília, de les que moltes es van declarar a favor de Cartago. Murgàntia on eren el magatzems romans, va ser entregada a Himilcó pels seus habitants i Enna no va seguir el mateix camí perquè el romans (per ordre del governador Luci Pinari), van fer una matança preventiva dels seus habitants l'any 213 aC.
A la primavera següent (212 aC) Marcel va sorprendre Epipoles, un barri de Siracusa, i es va apoderar de gran part de la ciutat. Himilcó va veure la necessitat de fer aixecar el setge d'aquesta ciutat i va avançar cap a la zona junt amb Hipòcrates però els romans van rebutjar el seu atac. La pesta una vegada més va atacar als cartaginesos i el mateix Himilcó i Hipòcrates de Siracusa van morir per aquesta causa.